# Florenci Pujol
Florenci Pujol i Brugat (Darnius, 8 de diciembre de 1906-30 de septiembre de 1980) fue un banquero español vinculado al mercado de divisas, y padre del político Jordi Pujol. A lo largo de su vida, y aun después de su muerte, fue acusado de participar en diversos delitos económicos.

## Biografía

### Inicios
Hijo de un industrial de Darnius, en el Alto Ampurdán; en 1917 se trasladó a Premiá de Mar, donde comenzó a trabajar en una empresa del sector textil; contrajo matrimonio con Maria Soley en 1929 cuando ella cumplía 18 años, hija de una familia acomodada dedicada a la agricultura. De esta unión nacieron tres hijos: Joan (que moriría con pocos meses de vida), Jordi Pujol, futuro presidente de la Generalidad de Cataluña, y Maria.

### Negocios financieros
Pujol y Brugat era un catalanista de Esquerra Republicana de Catalunya y católico practicante, dejó su trabajo en el sector textil para entrar a trabajar de bedel en el establecimiento que Banca Marsans tenía en la rambla de Cataluña. Con el tiempo fue ascendiendo, hasta ocupar una plaza del departamento de tesorería. Con solo 21 años decidió dejar el banco y establecerse por su cuenta. Junto a Moisès David Tennembaum, fue agente de Bolsa desde entonces hasta 1960, trabajando en el Bolsín del Carrer Amigó, una entidad paralela a la Bolsa de Barcelona oficial. Allí era conocido como el pujolet de la Borsa, diminutivo en catalán en referencia a su baja estatura, algunas fuentes le atribuyen intuición para los negocios y capacidad para memorizar cifras. En 1937 con 32 años, durante la guerra civil española fue llamado a filas y trabajó como chófer. Con Tennembaun también compartió en paralelo un negocio de compra/venta de divisas de la rambla de Barcelona y —según algunos historiadores— también hacía negocios de compra-venta en el Puerto de Barcelona. Manuel Ortínez, que fue representante de Unión de Bancos Suizos (UBS), entre otras fuentes, sin embargo, lo ubican como un contrabandista de divisas internacionales y en 1959 su nombre aparece en el BOE acusado de evasión de impuestos.
Gracias al éxito de sus negocios en las divisas de la década de 1950 con Tennenbaum, compró la industria farmacéutica Fides-Martí Cuatrecasas, que fue vendida años después por sus hijos.

#### Banca
En 1959 Florenci Pujol compró la Banca Dorca de Olot, futuro embrión de Banca Catalana, un proyecto fundado por él junto a su hijo Jordi y su yerno Francesc Cabana, donde trabajaría en los siguientes años, y su mujer formaría parte del consejo de administración. El mismo año Florenci Pujol y David Tennenbaum fueron condenados por evasión de capitales en Suiza.

### Últimos años y fallecimiento
Pasó sus últimos años trabajando en Banca Catalana. Falleció el 30 de septiembre de 1980 de un ataque al corazón, a los 73 años, su funeral se produjo el 1 de octubre en la iglesia de Sant Vicenç de Sarrià de Barcelona. Fue enterrado en el cementerio de Montjuic. Dos años más tarde en 1982 se desataría el llamado Caso Banca Catalana. Según declaró en 2014 su hijo, el expresidente Jordi Pujol, Florenci le habría dejado en herencia dinero irregular en cuentas bancarias de Andorra, declarando que la fortuna de su esposa e hijos provenía de este dinero irregular no declarado durante 34 años. Según publicó La Vanguardia, el importe sería de unos 4 millones de euros y habrían estado depositados en la entidad Banca Privada de Andorra.